# Стадницкий, Анджей Самуил
Анджей Самуил Стадницкий (пол. Andrzej Samuel Stadnicki; ? — 1678, Леско) — польский военный и государственный деятель, каштелян любачувский (1661—1672), затем пшемысльский (1672—1678), староста осиецкий с 1650 года.

## Биография
Представитель польского шляхетского рода Стадницких герба «Дружина». Сын подчашия краковского Марека Антония Стадницкого (? — 1639) и Марианны Дембинской. Братья — Марек Кароль, Ежи и Казимир Александр Стадницкие.
С 1657 года Анджей Самуил Стадницкий командовал собственной панцирной хоругвью. Во время Шведского потопа он участвовал в 1657—1660 годах в боях со шведами до завершения прусской кампании. В составе дивизии польного гетмана коронного Ежи-Себастьяна Любомирского Анджей Самуил Стадницкий в 1660 году принимал участие в разгроме русско-казацкой армии в битве под Чудновом на Украине.
В 1663 году Анджей самуил Стадницкий уволился с военной службы. 17 февраля 1661 года он получил должность каштеляна любачувского, но не участвовал, однако, в политической жизни Речи Посполитой. В 1661 году на сейме принес сенаторскую присягу. Вероятно, он участвовал в дебатах в сенате в Варшаве в мае 1662 года о путях ликвидации конфедерации коронной армии. Полковник посполитого рушения Саноцкой земли во время переписи под Яблоницей перед элекционным сеймом 1669 года. Он активно участвовал в политической борьбе во время правления Михаила Корибута Вишневецкого. На сейме 1670 года он был избран в комиссию по разрешению спорных вопросов на границе с Венгрией, а также был назначен резидентом-сенатором на второй квартал 1672 года. Осенью 1672 года он был назначен каштеляном пшемысльским. На коронационном сейме короля Яна III Собеского в 1676 году он снова стал членом венгерской комиссии, а в следующем году стал руководителем этой комиссии.
Скончался в 1678 году в городе Леско, где и был похоронен.
От брака с Марианной Барбарой у него была дочь Александра Барбара, ставшая позднее супругой Яна Франтишека Стадницкого (1656—1713), воеводы волынского.
Он владел имением Леско, а также ему принадлежали Дронжгув и Хшанув, полученные в качестве приданого за его матерью из рода Дембинских.